# Loulan
Loulan – starożytne miasto na jedwabnym szlaku, położone w centrum wschodniej części basenu Tarymu.
Mimo że „niemal wszystkie autorytety zaakceptowały identyfikację Loulan ze stanowiskiem odkrytym w miejscu nieco na zachód od 40°31′N 90°00′E/40,516667 90,000000 przez Hedina i Steina”, aktualnie istnieje jednak pewien spór co do położenia miasta. W szczególności Wang Guowei i Feng Chengzhun wskazują, że dokumenty odkryte przez Steina, na podstawie których dokonał on identyfikacji miasta, były tylko „wysłane z Loulan”. Kazuo Enoki wskazał jednak, że listy wysłane do Loulan także zostały znalezione na stanowisku. W niniejszym artykule przyjęto tradycyjną identyfikację Loulan. Wydaje się, że początkowo nazwą Loulan określano cały kraj, w węższym sensie stosuje się ją jednak do miasta, które w dokumentach w piśmie Kharoszthi jest nazywane Krora’imna lub Krorajina.

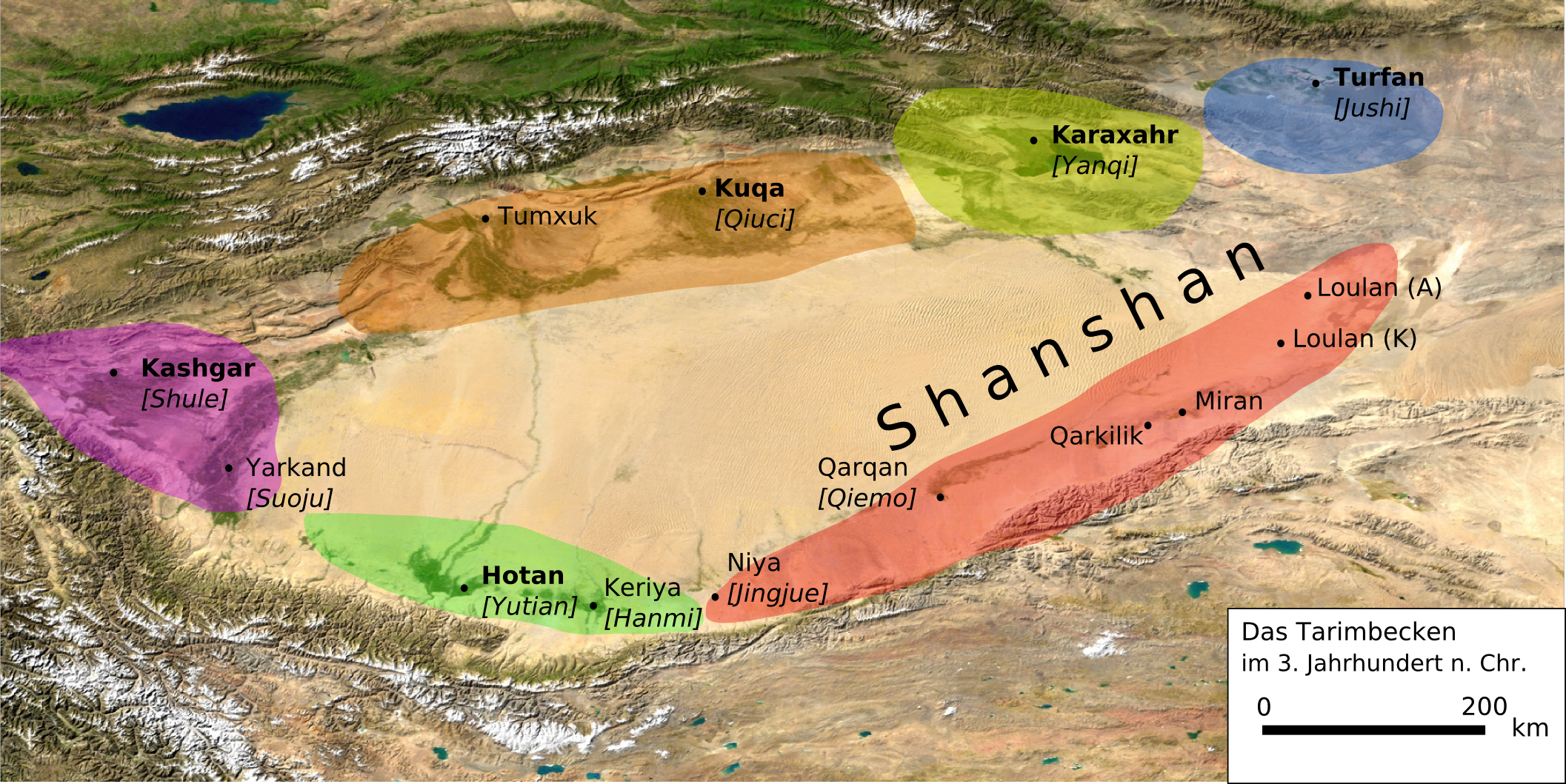
Basen Tarymu w III wieku n.e., z królestwem Shanshan w jego południowo-wschodniej części

Z ok. 1800 roku p.n.e. pochodzi mumia odkrytej w pobliżu późniejszego miasta tzw. Piękności z Loulan. Pierwsza wzmianka o Loulan pochodzi jednak dopiero z roku 176 p.n.e. i zawarta jest w liście shanyu Xiongnu Maoduna (209–174 p.n.e.) do cesarza Wena (180–157 p.n.e.) W liście, zachowanym w Księdze Hanów, Maodun wymienia Loulan jako jedno z podbitych przez siebie państw. Wraz z innymi państwami basenu Tarymu Loulan podlegało wówczas ustanowionemu przez Xiongnu Komendantowi niewolników (Tongpu Duwei), który miał prawo nakładać podatki i egzekwować przymusową pracę. Miasto Loulan było pierwszą większą stacją na szlaku jedwabnym po opuszczeniu Dunhuangu i „kluczem do ekspansji Hanów w Azji Środkowej”.

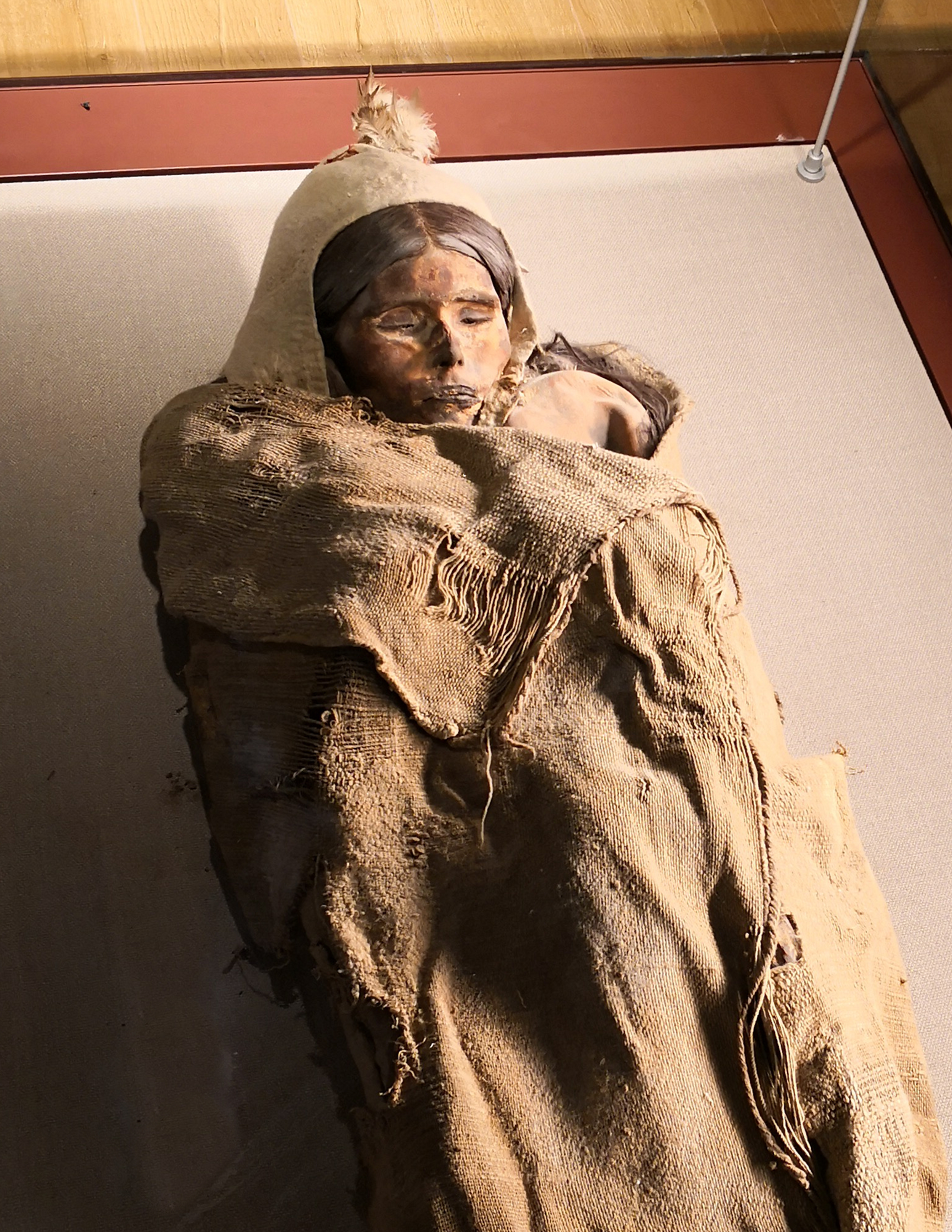
Piękność z Loulan. Muzeum Xinjiangu

W roku 108 p.n.e. Loulan zostało zaatakowane przez chińskiego generała Zhao Ponu i jego król (wang) poddał się Hanom. Kiedy Xiongnu dowiedzieli się o tym, również zaatakowali Loulan, tak że ostatecznie jego władca musiał wysłać jednego syna jako zakładnika do Chin, a drugiego do Xiongnu. Mimo że formalnie Loulan podlegało odtąd Chinom, Xiongnu nadal korzystali z niego jako bazy dla swoich operacji. Kiedy w roku 104 p.n.e. przechodząca w jego pobliżu armia generała Li Guangli została zaatakowana przez operujących z Loulan Xiongnu, cesarz Wu nakazał ponowne zajęcie miasta i sprowadzenie jego władcy na dwór. Ten tłumaczył się przed cesarzem, iż Loulan jest małym państwem leżącym pomiędzy wielkimi państwami i dopóki nie podda się obu stronom, nie będzie miało środków do zapewnienia sobie bezpieczeństwa. Dlatego chciałby on opuścić swoje królestwo i zamieszkać na terytorium Hanów. Cesarz uznał te słowa za prawdziwe i odesłał króla Loulan do jego państwa.
Tenże król zmarł w roku 92 p.n.e. i mieszkańcy Loulan poprosili cesarza o to, żeby przysłał im na władcę jego syna, który niegdyś został wysłany do Chin jako zakładnik. Ten jednak w międzyczasie został wykastrowany za bliżej nieznane przewinienie i z tego powodu cesarz odmówił jego odesłania, twierdząc, że jest bardzo do niego przywiązany, w zamian nakazując ustanowienie królem kolejnego męskiego dziedzica tronu. Także i nowy król wraz ze wstąpieniem na tron musiał oddać swoich dwóch synów jako zakładników dla Chin i Xiongnu. W roku 90 p.n.e. wziął on udział w chińskiej wyprawie przeciwko Jushi, jednak w wyniku jej trudów zmarł. Xiongnu jako pierwsi przysłali przebywającego u nich książęcego zakładnika, Angui (albo Zhanggui), aby objął on władzę w Loulan. Chińczycy wysłali do Loulan posła, który nakazał Angui przybycie na dwór, gdzie cesarz miał go bogato obdarować, ten jednak wymówił się od wizyty. Angui powrócił do dawnej polityki Loulanu, chętnie dostarczając Xiongnu informacji o chińskich karawanach i ruchach wojsk. W tej sytuacji regent Huo Guang zaproponował cesarzowi, by wysłać oficera Fu Jiezi, aby ten zabił Angui. W roku 77 p.n.e. wysłany w poselstwie Fu Jiezi obdarował Angui bogatymi darami, a podczas uczty wywabił go, już pijanego, do namiotu, rzekomo by porozmawiać z nim na osobności. Tam dwoje jego ludzi zasztyletowało Angui, którego głowa została następnie odesłana do stolicy Chin i umocowana nad bramą północną.
Chińczycy ustanowili nowym królem Weituqi, młodszego brata Angui, który poddał się Hanom jeszcze za jego życia, i zmienili nazwę państwa na Shanshan. Nowo ustanowiona hegemonia Hanów w tzw. Regionach Zachodnich uwidoczniła się w zastąpieniu Komendanta Niewolników Xiongnu chińskim Generalnym Protektorem Regionów Zachodnich (Xiyu Tuhu), któremu podlegało także Loulan. Cesarstwo dynastii Han utraciło jednak Regiony Zachodnie na rzecz Xiongnu podczas zamętu wojny domowej związanej z upadkiem Wang Manga (9–23). Spośród władców państw Regionów Zachodnich w walkach z Xiongnu wyróżnił się król Suoju (dzis. Shache) Kang, któremu udało się zjednoczyć sąsiednie państwa przeciwko wspólnemu wrogowi. Jego następca, Xian (33–61), ustanowił całkowitą dominację nad Regionami Zachodnimi, pomimo ataków Xiongnu. W roku 45 osiemnaście państw Regionów Zachodnich, w tym Shanshan, wysłało zakładników i dary cesarzowi Guangwu (25–57) prosząc o ochronę przed Suoju. Na ostateczną prośbę króla Loulanu Guangwu odpowiedział, że państwa Regionów Zachodnich powinny zrobić, co będą uważały za stosowne. W przypadku Loulanu oznaczało to oddanie się pod protekcję Północnych Xiongnu. Po tym, gdy w roku 61 Yutian (dzis. Chotan) pokonał Suoju wybuchła walka pomiędzy nim a Shanshan i Jushi o dominację w Regionach Zachodnich.
Powstały w Regionach Zachodnich chaos sprowokował chińską inwazję. W latach 73 i 74 generał Dou Gu pokonał siły Północnych Xiongnu i ustanowił z powrotem urząd Generalnego Protektora Regionów Zachodnich. Obok militarnych zwycięstw dla podporządkowania Hanom takich państw jak Shanshan ważne okazały się także dyplomatyczne działania wysłannika Dou Gu, Ban Chao, który ostatecznie został Generalnym Protektorem Regionów Zachodnich w latach od 91 do 102. Loulan było sceną jednej z najśmielszych akcji Ban Chao, gdy w 73 roku znajdując się w poselstwie u króla Shanshan odnalazł on i zabił przebywającego tam również posła Xiongnu, po czym zażądawszy audiencji przedstawił królowi jego głowę. Zaskoczony czelnością Chińczyka władca Shanshan natychmiast zawarł proponowane przez niego przymierze. Północni Xiongnu z powrotem zajęli Regiony Zachodnie wraz z Loulan w latach 107–123, kiedy Chińczycy wycofali się z nich na skutek trudności finansowych. Jednak niedługo potem, przede wszystkim dzięki wysiłkom Ban Yonga, syna Ban Chao, władza Chin w Regionach Zachodnich została ustanowiona na nowo w latach 126–127.
W połowie II wieku Regiony Zachodnie, w tym Shanshan, zdominowało Królestwo Kuszanów. Z okresu panowania Kuszanów pochodzą znalezione m.in. w Loulan dokumenty w postaci drewnianych tabliczek zapisanych pismem kharoszthi. Wymieniają one pięciu królów Shanshan: Pepiję, Tadżaka, Amgoka, Mahiriego i Wasmana, których panowanie rozpoczęło się najwcześniej w roku 235/236, a zakończyło się najpóźniej w roku 321. W dokumentach używa się jednego z prakrytów, języka ghandari, i w rzeczy samej stanowią one jedno z głównych źródeł do badań nad tym językiem. Niektóre terminy pochodzą jednak z języka miejscowego, podobnego do tocharskiego, co sugeruje że mieszkańcy Shanshan mówili jakimś trzecim (obok dotychczas wyróżnionych A i B) dialektem tego języka. Jak już wspomniano powyżej, w dokumentach w kharoszthi Loulan jest nazywane Krora’imna lub Krorajina. Występuje w nich ono ponownie jako stolica państwa. Nie znaleziono w nich jednak nazwy na określenie mieszkańców kraju.
Znalezione w rejonie jeziora Lob-nor chińskie dokumenty wskazują, że zarówno dynastia Wei, jak i w szczególności Wschodnia dynastia Jin utrzymywały w Loulan swój garnizon. W IV wieku Shanshan było jednym z obiektów karnych ekspedycji wysyłanych przeciwko państwom regionu przez Wcześniejsze Liang i Wcześniejsze Qin. Jednocześnie postępujące od połowy I wieku wysuszanie klimatu doprowadziło do zmiany biegu Koncze-darii i Tarymu na początku IV wieku, na skutek czego doszło do zmiany położenia jeziora Lob-nor, nad którym położone było Loulan, i w IV lub na początku V wieku zostało ono całkowicie opuszczone. Chociaż inne miasta królestwa przetrwały, a przy pomocy dominujących na jedwabnym szlaku Sogdyjczyków zbudowano nawet nowe, od tego czasu główny szlak wschód-zachód zaczął przesuwać się bardziej na północ do Kuczy i Aksu.